# Cameron (sjö)
Cameron är en sjö i Antarktis. Den ligger i Östantarktis. Australien gör anspråk på området. Cameron ligger 88 meter över havet.
I övrigt finns följande vid Cameron:
- Bruehwiler (en sjö)
- Garnet Knob (en kulle)